# Ceratina pictifrons
Ceratina pictifrons is een vliesvleugelig insect uit de familie bijen en hommels (Apidae). De wetenschappelijke naam van de soort is voor het eerst geldig gepubliceerd in 1861 door Smith.